# Уильям из Шервуда
Уильям из Шервуда (лат. Guilelmus de Shyreswood; 1190—1249) — средневековый английский философ-схоластик, логик и учитель.
Он автор двух книг, которые оказали значительное влияние на развитие схоластической логики: Введение в логику (лат. Introductiones in Logicam) и Синкатегорематика (лат. Syncategoremata). Это первые известные нам произведения обобщающего характера по теории суппозиций. Его лекции в Париже оказали влияние на Ламберта из Осера и логика Петра Испанского (часто отождествляют с Иоанном XXI), которые написали трактаты со схожими названиями.
Уильям Шервуд многим известен, благодаря мнемоническому стихотворению, облегчающему студентам запоминание типов силлогизма:

Barbara celarent darii ferio baralipton

Celantes dabitis fapesmo frisesomorum;

Cesare campestres festino baroco; darapti

Felapton disamis datisi bocardo ferison

Роджер Бэкон называет Уильяма Шервуда в числе двух наиболее мудрых людей христианского мира, наряду с Альбертом Великим, отмечая превосходство мудрости Уильяма по сравнению с Альбертом.

## Список произведений
- Introductiones in logicam (Introduction to Logic), edited by Martin Grabmann, Munich: Verlag der Bayerischen Akademie der Wissenschaften, 1937
- William of Sherwood, Introductiones in logicam, Critical edition edited by Charles H. Lohr with P. Kunze and B. Mussler, Traditio 39, 1983: 219-99.
- William of Sherwood. Introductiones in logicam: Einfuhrung in die Logik, edited and translated in German by H. Brands and C. Kann  Hamburg: Meiner, 1995 (this critical edition supersedes the two earlier editions).
- Syncategoremata (Treatise on Categorization Words), edited by R. O'Donnell, Medieval Studies, 3, 1941: 46-93.
- Insolubilia (Insolubles), edited by Marie Louise Roure in 'La problématique des propositions insolubles du XIIIe siècle et du début du XIVe, suivie de l'édition des traités de William Shyreswood, Walter Burleigh et Thomas Bradwardine', Archives d'histoire doctrinale et littéraire du moyen Age 37, 1970: 205-326.